# Dermogenys siamensis
Dermogenys siamensis är en fiskart som beskrevs av Fowler, 1934. Dermogenys siamensis ingår i släktet Dermogenys och familjen Hemiramphidae. IUCN kategoriserar arten globalt som livskraftig. Inga underarter finns listade i Catalogue of Life.